# Paragorgia regalis
Paragorgia regalis är en korallart som beskrevs av Nutting 1912. Paragorgia regalis ingår i släktet Paragorgia och familjen Paragorgiidae. Inga underarter finns listade i Catalogue of Life.